# Chafariz da Branca de Neve

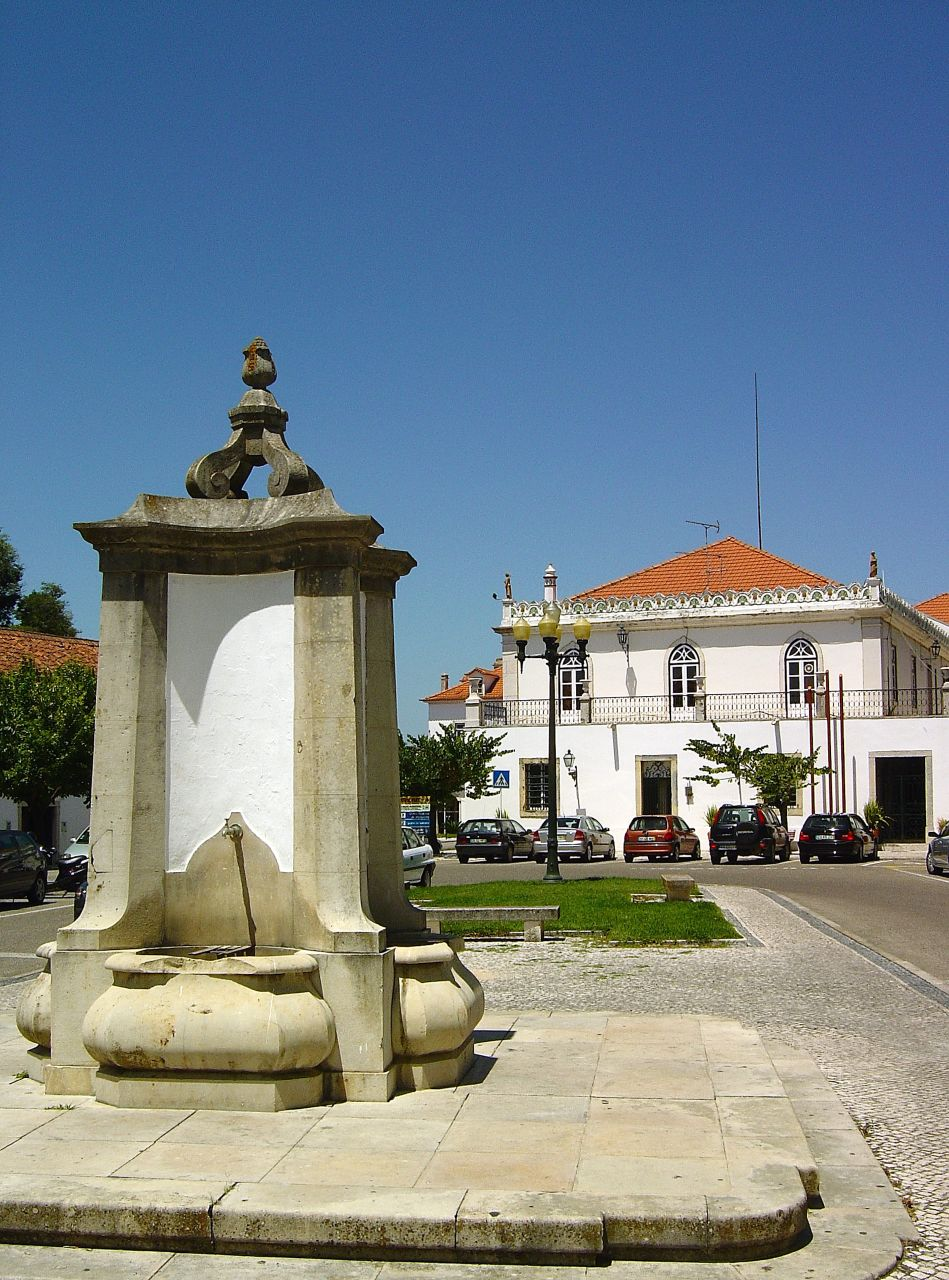

O Chafariz do Largo 25 de Abril, conhecido popularmente como Chafariz da Branca de Neve, situa-se neste largo no centro da Chamusca, na proximidade dos Paços do Concelho e do Parque Municipal. A peculiar designação atribuída ao chafariz deve-se à existência de sete pequenas bicas (os sete anões), espalhadas por toda a vila, sendo este, pelas suas dimensões, a Branca de Neve. O chafariz é um belo exemplar da arquitectura civil dos inícios do século XX.